# (8783) Gopasyuk
(8783) Gopasyuk (1977 EK1) – planetoida z pasa głównego asteroid okrążająca Słońce w ciągu 3,48 lat w średniej odległości 2,29 au. Odkryta 13 marca 1977 roku.